# Daresbury
Daresbury – wieś w Anglii, w hrabstwie ceremonialnym Cheshire, w dystrykcie (unitary authority) Halton. Leży 24 km na północny wschód od miasta Chester i 266 km na północny zachód od Londynu. W 2001 miejscowość liczyła 216 mieszkańców.